# Damjana Bebler Brecelj
Damjana Bebler-Brecelj, slovenska zdravnica, * 8. maj 1915, Idrija, † 29. marec 1984, Ljubljana.

## Življenje in delo
Diplomirala je 1940 na beograjski Medicinski fakulteti. Specializirala se je na Švedskem, v Švici in Franciji. Članica Skoja je postala 1934. Med 2. svetovno vojno je delovala v Osvobodilni fronti in bila konfinirana. Po kapitulaciji fašističnega režima v Italiji se je pridružila narodnoosvobodilni borbi in opravljala razne dolžnosti. Po osvoboditvi je delala v kontrolni komisiji Ljudske republike Slovenije, nato pa kot republiška sanitarna inšpektorica in pomočnica načelnika oddelka za higieno hrane Centralnega higienskega zavoda. Sama ali v soavtorstvu je napisala več priročnikov in objavila več razprav, njena največja zasluga pa je delovanje pri odpravi endemske golšavosti v Sloveniji.
Bila je sestra Aleša Beblerja, poročena je bila z Bogdanom Brecljem, njuna hči Barbara Brecelj pa z Vladimirjem Kavčičem.